# 康沃爾郡
康瓦爾郡（康瓦爾語： [ˈkɛrnɔʊ]；英語：（國際音標：/ˈkɔːrnwɔːl/）），又譯崗澳郡，香港地區曾譯作歌和老；大不列顛島西南端的半島，英國英格蘭西南端的郡份。康瓦爾東與德文郡相鄰，南臨英倫海峽，西、北臨大西洋。以人口計算，特魯羅是最大城市（亦是行政總部），聖奧斯特爾是第一大鎮（Town）。
2009年之前，康瓦爾是34個非都市郡之一，實際管轄6個非都市區，佔地3547平方公里（第9），人口为524200（第23）；如看待成48個名譽郡之一，它名義上包含多1個單一管理區——錫利群島，佔地增至3563平方公里（第12），人口增至526,300（第39）。
2009年4月，康瓦爾全郡改制一人管治。

## 歷史與政治

### 古代
据古罗马統治不列颠地区時期的歷史，康瓦爾人應是古凱爾特人之一支。“corn”一字在拉丁语與蓋爾語皆指「半島」、「角狀」之意。紀元700年前後當地人建立政權，被稱為「康努比亚」（Cornubia），亦即角地人之地，屬於頓諾尼亞王國的殘存國家。而後因與薩克遜人和其語言接觸，薩克遜人將當地人與威尔士人並指混用。於是出現康瓦爾一詞（薩克遜人指其為西威爾斯人）。在紀元900年前後，經歷多年與威塞克斯王國（Kingdom of Wessex）和後來的英王的戰爭，兩方一度議和，互不隸屬。但到了英國最後一任撒克遜王朝國王愛德華統治時期（約1066年前若干年），康瓦爾已被英格蘭併吞，成為威塞克斯（Wessex）伯爵的領地，本地貴族的土地皆被薩克遜貴族接受。在諾曼征服之後，來自法國的諾曼貴族又接收了薩克遜地主的土地。由於諾曼貴族後來時有缺位，其特權遂又回到說法語、康沃尔语和拉丁語的康瓦爾菁英階層。這些人後來成為所謂「康瓦爾貴族」。
由於康瓦爾的特殊地位，英國王室依慣例將國王的長子封為「康瓦爾公爵」（兼威爾斯親王），其領地「康瓦爾公國」橫跨德雲郡與康瓦爾郡兩處，佔地七百餘方公里。

### 分離主義與自治要求
由於康瓦爾的古代經歷，向英國要求更高自治地位的呼聲始終不斷。最激烈的意見是要求成為與威爾斯、蘇格蘭地位一致的政治實體，具有分立的國會與政府--成立「康瓦爾國民大會」（Cornish Assembly）。此要求若能落實，聯合王國的構成國將由四個增為五個（英格蘭、蘇格蘭、威爾斯、北愛爾蘭、康瓦爾）。另外，康瓦爾人也積極推動英格蘭承認康瓦爾應享有「少數民族」的待遇。

### 政黨
目前康瓦爾地區在英國國會下議院有五席，皆為自由民主黨勝選、在任。康瓦爾地區另一主要政治勢力是康瓦爾之子（Mebyon Kernow）。五席自由民主黨議員和康瓦耳民族黨都聲援康瓦爾自治運動。到2009年國會改選時，康瓦爾區將有六席國會議員。為了爭取此區民意支持，英國保守党已在影子內閣增設「康瓦爾事務大臣」一職。

### 經濟史
康瓦爾乃世界上最具歷史的產錫區。自新石器時代以來就已經開始採礦，歷史記錄表明在11世紀與12世紀就已創辦錫礦業。由於錫能製造古代最重要金屬青銅，錫在古代是一種需求相當龐大的礦產。中世紀時康瓦爾礦山數目約有2000座，至十九世紀工業革命猶未衰微。直至二十世紀末年國外的競爭使錫的價格下跌，現存錫礦大多以古代遺址形式對遊客開放。

## 行政區劃

### 1972-2009

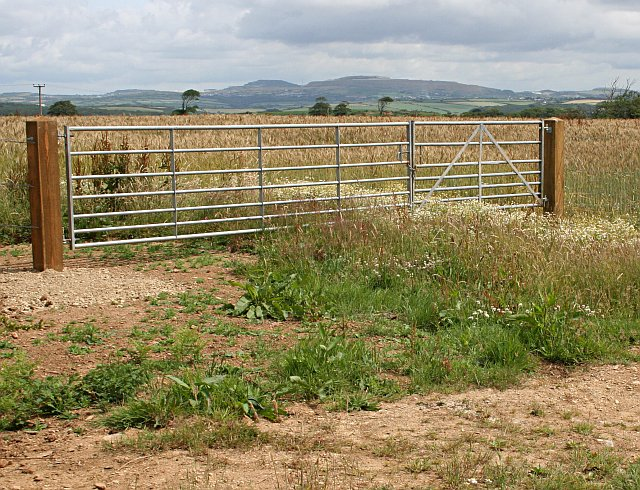
康瓦爾郡最大面積的農場

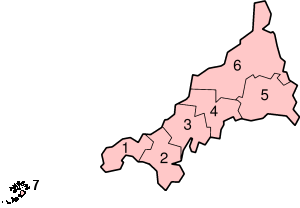
1. 彭威斯
2. 凱里爾
3. 卡里克
4. 里斯托默爾
5. 卡拉登
6. 北康瓦爾
7. 錫利群島（單一管理區）

錫利群島（Isles of Scilly）東北偏東44公里達大不列顛島西南端，也就是康瓦爾彭威斯區的森南（Sennen）。錫利群島曾與康瓦爾共組為單一郡縣，但《1888年地方政府法案》定明錫利群島脫離作為行政郡的康瓦爾，成為單一管理區。該法案在在1889年4月1日生效後，錫利群島於1890年正式成為單一管理區。雖然如此，錫利群島的某些事務在行政或名義上，仍與康瓦爾組成同一單位，例如警察部門。
康瓦爾是非都市郡，實際管轄6個非都市區：彭威斯（Penwith）、凱里爾（Kerrier）、卡克（Carrick）、里斯托默爾（Restormel）、卡拉登（Caradon）、北康瓦爾（North Cornwall）；如看待成名譽郡，它下名義上包含多一個'特殊地位的單一管理區：錫利群島。

### 2009-
2009年4月1日，英格蘭地方政府結構變化正式實施，7個英格蘭的郡改革行政區劃，產生9個新的單一管理區。康瓦爾由非都市郡改制為單一管理區。
2021年這裡舉辦七大工業國會議。

## 地理
下圖顯示英格蘭48個名譽郡的分佈情況。康瓦爾東與德文郡相鄰，南臨英倫海峽，西、北臨大西洋。康瓦爾位處英格蘭的西南端，鄰近大西洋。地理上康瓦爾南北兩邊有明顯差異。北面海岸以懸崖峭壁為主，而南面則有較多海灘。

### 氣候

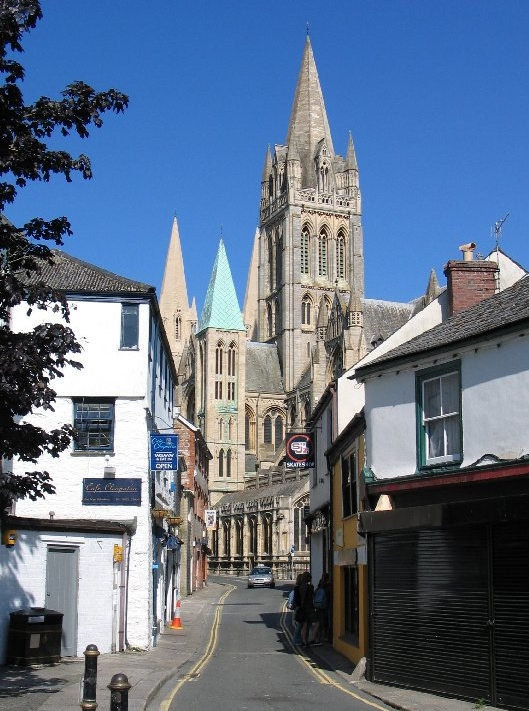
郡治特鲁羅

由於康瓦爾是在英國南部，相對下氣候較為和暖，下雪次數也不頻密，康瓦爾全年平均氣溫為9.8-12 °C。同時因為近海，雨量也較充足，平均計為每年1051-1290毫米。

## 外部連結
50°18′N 4°54′W / 50.3°N 4.9°W